# 何福生
何福生（1910年—1998年），男，回族，河南南陽人，中國武術家。原云南省武术协会主席。

## 生平
何福生出生於河南省南陽市。1916年起隨祖父何玉山學習查拳，後又拜于振聲、王子平等人為師。1928年10月，他在第一届全国国术国考中獲得優勝獎。1929年考入南京中央國術館第三屆教授班，隨馬英圖學太極拳和八極拳，隨姜容樵、朱國福等人學形意拳，隨楊洪武學摔跤。1931年畢業，留館任教。曾於1933年、1936年先後隨「南洋旅行團」造訪香港、菲律賓、新加坡、馬來西亞等地。
1958年，擔任云南省武术队教练。曾在1960至1980年間四次出訪日本。他還在1985年電影《八百羅漢》中飾演戒律僧，1986年電影《天国恩仇》中飾演祖師爺。
1998年去世，享年88歲。

## 榮譽
- 1985年，获“全国武术挖整工作先进个人”奖[1][2]。
- 1986年、1988年，先後兩次获「国家级武术优秀裁判」称号[1][2]。
- 1995年，被評為「十大武術教練」之一[1]。